# دبي بالهول
دبي بالهول، روائية وكاتبة ودبلوماسية إماراتية من مواليد 1996. وهي والرئيسة التنفيذية لـ"مؤسسة فكر" وأول روائية إماراتية تكتب في الخيال العلمي باللغة الإنجليزية. صُدر لها خمس مؤلفات حتى الآن. كما حازت في عام 2008 على جائزة تقديرية من مهرجان الخليج السينمائي كأصغر مخرجة أفلام عن فلمها القصير «علي وميرا». ونالت على جائزة الشباب العربي في دورتها الأولى في عام 2016.

## مسيرتها المهنية
دبي بالهول هي روائية وكاتبة إماراتية ولدت في عام 1996 في دولة الإمارات العربية المتحدة. تخرجت في جامعة نيويورك أبوظبي وحصلت على شهادة البكالوريوس في العلوم السياسية في عام 2017. ونالت على شهادة الماجستير في الحكومة العالمية والدبلوماسية من جامعة أكسفور في المملكة المتحدة في عام 2018.
تشغل منصب الرئيسة التنفيذية لمؤسسة "فكر"، وعضو مجلس الأمناء في مؤسسة الإمارات للآداب، وعضو مجالس المستقبل العالمي للجغرافيا السياسية في المنتدى الاقتصادي العالمي، وعضو اللجنة الاستشارية في مؤتمر الأطراف COP28 منذ 2023.
كانت دبلوماسية في وزاة الخارجية والتعاون الدولي الإماراتية في الفترة بين 2018 و2020، وكانت كاتبة عمود في صحيفتي «البيان»بين 2015 و2018 و«جلف توداي» بين 2013 و2020. وفي عام 2014-2015، شغلت بالهول عضوية المجلس الاستشاري للشباب في مؤسسة سلامة بنت حمدان آل نهيان. أما في عام 2016-2017، شغلت عضوية مجلس الإمارات للشباب.
نشرت بالهول أول رواية لها في الخيال العملي باللغة الإنجليزية «غالاغوليا» وهي في سن السادسة عشرة. وخلال السنوات الماضية، حازت بالهول على ألقاب عديدة منها: أول روائية إماراتية تكتب في الخيال العلمي باللغة الإنجليزية، وأصغر متحدثة في منصة «تيد إكس دبي» في عام 2009 حيث كانت تبلغ الثالثة عشرة من العمر، وحازت على لقب «أفضل شابة عربية لهذا العام» في أول دورة لمهرجان توزيع جوائز الشباب العربي للأعمال في عام 2016. وفي نفس العام، اختارت «حكومة دبي» بالهول واحدةً من ضمن 100 إماراتي مؤثر.
كما أنها في عام 2008، حازت على جائزة تقديرية من مهرجان الخليج السنيمائي كأصغر مخرجة أفلام في 2008 عن فلمها «علي وميرا» حيث كانت تبلغ من العمر أحد عشرة عاما. ونالت بالهول أيضا على جائزة الشباب العربي للعام في دورتها الأولى عام 2016. ولها حتى الآن خمس إصدارات من بينها رواية «غالاغوليا» الصادرة عن دار اليربوع للكتب.

## مؤسسة فكر
عام 2021، أطلقت أبو الهول "مؤسسة فكر" في دبي، وهو مركز دراسات استراتيجية يغطي الشؤون الدولية والسياسات العامة والحوكمة العالمية. كما يجري أبحاث في مجالات إقليمية وموضوعية حول مواضيع ذات أهمية للمجتمع الدولي، وتشغل فيها حالياً منصب الرئيس التنفيذي.

## فعاليات ومناسبات

### معرض الشارقة الدولي للكتاب
في 4 نوفمبر 2018، نظمت دار "كلمات" في جناحها بمعرض الشارقة الدولي للكتاب حفل توقيع للكاتبة الإماراتية الشابة دبي بالهول، وذلك تقديرًا لمساهماتها البارزة في إبراز التراث الإماراتي بأسلوب معاصر يناسب الأطفال. خلال الحفل، وقّعت دبي بالهول ثلاثة من مؤلفاتها الجديدة الصادرة عن دار "كلمات"، وهي: "أم الصبيان"، "قوم الدسيس"، و"خطاف رفاي". تعكس هذه الكتب القصص المستوحاة من التراث الإماراتي وتُقدّم بأسلوب أدبي جذاب يناسب الأطفال.
دبي بالهول، التي بدأت مسيرتها الأدبية في سن مبكرة، نشرت أولى رواياتها "غالاغوليا" وهي في السادسة عشرة من عمرها، وتُعدّ أول رواية إماراتية تُصدر باللغة الإنجليزية. وقد حصلت على ألقاب بارزة كأصغر روائية في مهرجان "طيران الإمارات" للآداب وأصغر متحدثة في مؤتمر "تيد إكس دبي".
أعربت بالهول عن اعتزازها بتعاونها مع دار "كلمات"، مشيرة إلى أهمية التعريف بالتراث الإماراتي من خلال الكتب التي تجمع بين المشاهد التراثية والأقصوصات الشعبية، مما يساعد الأطفال على توسيع مداركهم واستكشاف أهداف القصص. وثمنت بالهول جهود دار "كلمات" في الارتقاء بأدب الطفل العربي من خلال تقديم إصدارات عالية الجودة.

### إطلاق منصة «فكر»
أعلنت الكاتبة الإماراتية دبي أبو الهول، يوم الأربعاء، عن تأسيس "مؤسسة فكر" في دبي، وهي مركز دراسات استراتيجية متعددة التخصصات. تركز المؤسسة على الشؤون الدولية والسياسات العامة والحوكمة العالمية، وتقدم بالتعاون مع شركاء دوليين ستة برامج بحثية تتناول مواضيع إقليمية وموضوعية هامة.
وفي تصريحاتها، أشارت أبو الهول إلى أن المؤسسة تهدف إلى تصحيح التصورات السلبية التي طالما سادت عن العرب في الفكر الغربي ووسائل الإعلام الدولية، من خلال تقديم أبحاث تسلط الضوء على القضايا الدولية من وجهة نظر العالم العربي. وأكدت أبو الهول أن المؤسسة تسعى ليس فقط لتمثيل العالم العربي في الخارج، ولكن أيضًا لتشكيل آراء مؤثرة حول القضايا العالمية.
تدعو مؤسسة فكر المفكرين والشعراء والفنانين من المنطقة والعالم للمشاركة في هذا الحوار البناء، ويمكن تقديم أعمالهم عبر موقع المؤسسة. تشمل البرامج البحثية الإقليمية إعادة تقييم الصورة النمطية للعالم العربي، دراسة السيادة الوطنية في الاتحاد الأوروبي، وتحليل أسباب التمييز العنصري والتوترات في أمريكا الشمالية والجنوبية.

### مهرجان "طيران الإمارات للآداب"
في 4 مارس 2018، خلال فعاليات الدورة العاشرة لمهرجان "طيران الإمارات للآداب"، تحدثت الكاتبة الإماراتية دبي بالهول عن تأثير هذا المهرجان على حياتها. بالهول، التي لُقبت في الدورة الثانية بـ"أصغر روائية" مشاركة، أكدت أن المهرجان يمثل نصف عمرها الأهم، حيث أسهم بشكل كبير في تعزيز شغفها بالكتابة وتطوير موهبتها الأدبية.
كانت تستعد دبي بالهول لإتمام دراستها في الماجستير في العلوم الدبلوماسية، لكنها خصصت وقتاً للمشاركة في المهرجان، مشيرةً إلى أن هذا الحدث الأدبي ساعدها في تحويل هواية الكتابة إلى شغف دائم. وقدمت بالهول نصائح للزوار بالاستفادة من الفعاليات المتنوعة التي يقدمها المهرجان، والتي تمتد لتشمل ورش عمل وجلسات أدبية وثقافية.
تحدثت بالهول أيضاً عن إصداراتها الأخيرة التي تتناول التراث الإماراتي للأطفال، موضحةً أنها تهدف من خلالها إلى تقديم القصص والأساطير المحلية في قالب قصصي جذاب يساعد في تعزيز الهوية الثقافية للأطفال. أكدت أن مهرجان "طيران الإمارات للآداب" كان له دور كبير في دعم مسيرتها الأدبية وإبراز أعمالها للقراء.

## مؤلفاتها

### روايات
- «غالاغوليا» (العنوان الأصلي: Galagolia: the Hidden Divination)، دار اليربوع للكتب، 2012 (ردمك: 9789948447214)

### مجموعة قصصية
- خطاب رفاي، دار كلمات للنشر والتوزيع، 2018 (ردمك:9789948102533)
- أم الصبيان، دار الكلمات للنشر والتوزيع، 2018 (ردمك: 9789948102526)
- قوم الدسيس، دار كلمات للنشر والتوزيع، 2019 (ردمك:9789948395737)
- بوالسلاسل: دار الكلمات للنشر والتوزيع، 2019 (ردمك: 9789948395737)

## الجوائز
- 2008: حصلت على جائزة تقديرية من مهرجان الخليج السينمائي كأصغر مخرجة أفلام عن فلمها «علي وميرا».
- 2016: نالت جائزة الشباب العربي للعام في دورتها الأولى.